# Akzidenzschrift

Verschiedene Stilformen von Akzidenzschriften (Displayschriften) und ihre englischen Bezeichnungen

Eine Akzidenzschrift ist eine Schriftart, die für den Akzidenzdruck verwendet wird, also für Zeitungsköpfe, Plakate, Werbeanzeigen, Geschäfts- oder Privatdrucksachen.
Der Begriff Akzidenzschrift stammt aus der Zeit des Handsatzes. Er grenzte solche Schriftarten gegen die Brotschriften (die zur Nutzung im Mengen- oder Fließtext vorgesehen sind) und die Auszeichnungsschriften (die zur Textauszeichnung dienen) ab. Die Schriftgröße von Akzidenzschriften ist meist deutlich größer als die anderer Schriftarten (siehe auch Schaugröße), aber auch ihre grafische Gestaltung kann deutlich abweichen, um dem jeweiligen Einsatzzweck gerecht zu werden. Akzidenzschriften sind oft besonders auffällig, charakteristisch oder dekorativ.
In der Zeit der digitalen Typografie werden Akzidenzschriften hauptsächlich als Zierschriften, Titelsatzschriften, Decorative, Displayschriften, Display Fonts oder Designer Fonts bezeichnet.